# Зимске олимпијске игре 1928.
II Зимске олимпијске игре одржане су 1928. у Санкт Морицу у Швајцарској. То су биле прве праве Зимске олимпијске игре зато што нису одржане у склопу Летњих олимпијских игара. Раније одржане Зимске олимпијске игре 1924.. су тек накнадно преименоване у „зимске“ иако су биле одржане као део Летњих олимпијских игара у Паризу 1924. Церемонија отварања и затварања игара, као и одигравање неких спортова одржало се на клизалишту у Санкт Морицу.
У програм игара је уврштен скелетон.
У такмичарском програму су се истакнули следећи појединци и тимови:
- Соња Хени из Норвешке је изазвала праву сензацију победивши у уметничком клизању с непуних 16 година. Своју каријеру ће наставити победама и на сљедећа два издања ЗОИ.
- Клизач на леду Гилис Графстром из Шведске је освојио своје треће злато за редом.
- Клас Дунберг из Финске је освојио два злата у брзом клизању.
- Хокејашки тим Канаде је потврдио своју доминацију: на олимпијском турниру нису примили ни један гол, па су с гол-разликом 38:0 узели злато.

## Списак спортова
| - Боб - Брзо клизање - Хокеј на леду - Уметничко клизање |  | - Нордијско скијање: - Скијашко трчање - Нордијска комбинација - Скијашки скокови |

Демонстративнии спортови су били војна патрола (спорт сличан биатлону), једна варијанта трка псећих запрега код којих је возач на скијама а не на саоницама.

## Биланс медаља
(Медаље домаћина посебно истакнуте)
| Зимске олимпијске игре Санкт Мориц 1928. |                      |   |   |   |    |
| Место                                    | Држава               |   |   |   |    |
| 1                                        | Норвешка             | 6 | 4 | 5 | 15 |
| 2                                        | САД                  | 2 | 2 | 2 | 6  |
| 3                                        | Шведска              | 2 | 2 | 1 | 5  |
| 4                                        | Финска               | 2 | 1 | 1 | 4  |
| 5                                        | Француска            | 1 | 0 | 0 | 1  |
| 5                                        | Канада               | 1 | 0 | 0 | 1  |
| 7                                        | Аустрија             | 0 | 3 | 1 | 4  |
| 8                                        | Белгија              | 0 | 0 | 1 | 1  |
| 8                                        | Швајцарска           | 0 | 0 | 1 | 1  |
| 8                                        | Уједињено Краљевство | 0 | 0 | 1 | 1  |
| 8                                        | Вајмарска република  | 0 | 0 | 1 | 1  |
| 8                                        | Чехословачка         | 0 | 0 | 1 | 1  |